# Долно Шивачево
Долно Шивачево е село в Северна България. То се намира в община Златарица, област Велико Търново.

## География
Село Долно Шивачево се намира в планински район.